# My Fair Lady (film 1964)
My Fair Lady – amerykański musical filmowy z 1964 w reżyserii George’a Cukora. Filmowa adaptacja musicalu My Fair Lady z 1956 i sztuki Pigmalion autorstwa George’a Bernarda Shawa.
Obraz nagrodzony;
- Oscarem dla Najlepszego Filmu Roku (1964), łącznie zdobył osiem Oscarów
- Złotym Globem dla Najlepszego filmu komediowego lub musicalu (1965)
- BAFTA dla Najlepszego filmu (1965)

## Obsada
- Audrey Hepburn – Eliza Doolittle
- Rex Harrison – profesor Henry Higgins
- Stanley Holloway – Alfred P. Doolittle
- Wilfrid Hyde-White – pułkownik Hugh Pickering
- Gladys Cooper – pani Higgins
- Jeremy Brett – Freddy Eynsford-Hill
- Theodore Bikel – Zoltan Karpathy
- Mona Washbourne – pani Pearce
- Isobel Elsom – pani Eynsford-Hill
- John Holland – kamerdyner

Partie wokalne Elizy zaśpiewała prawie w całości, niewymieniona w czołówce Marni Nixon.

## Fabuła
W Londynie profesor Henry Higgins, badacz fonetyki, uważa, że akcent i ton głosu determinują perspektywy danej osoby w społeczeństwie („Why Can't the English?”). Pewnego wieczoru na targu owocowo-warzywnym w Covent Garden spotyka pułkownika Hugh Pickeringa, eksperta w dziedzinie fonetyki, który przyjechał z Indii, aby się z nim spotkać. Higgins przechwala się, że potrafił nawet Elizę Doolittle, młodą sprzedawczynię kwiatów z silnym akcentem Cockney, nauczyć mówić tak dobrze, że mógłby uchodzić za księżną na balu w ambasadzie. Ambicją Elizy jest praca w kwiaciarni, ale jej akcent uniemożliwia to („Would't It Be Loverly”). Następnego ranka Eliza pojawia się w domu Higginsa, szukając lekcji. Pickering jest zaintrygowany i oferuje pokrycie wszystkich związanych z tym wydatków, jeśli Higginsowi się to uda. Higgins zgadza się z tym i opisuje, jak kobiety rujnują życie („Jestem zwykłym mężczyzną”).
Ojciec Elizy, śmieciarz Alfred P. Doolittle, dowiaduje się o nowej rezydencji swojej córki („Przy odrobinie szczęścia”). Pojawia się w domu Higginsa trzy dni później, rzekomo po to, by chronić cnotę swojej córki, ale w rzeczywistości, aby wyłudzić od Higginsa trochę pieniędzy i zostaje przekupiony za 5 funtów. Higgins jest pod wrażeniem uczciwości tego człowieka, jego naturalnego talentu językowego, a zwłaszcza bezczelnego braku zasad moralnych. Higgins poleca Alfreda bogatemu Amerykaninowi zainteresowanemu moralnością.
Eliza znosi wymagające metody nauczania i traktowanie jej osobiście przez Higginsa („Tylko czekaj”), podczas gdy służba jest zarówno zirytowana hałasem, jak i litością dla Higginsa („Chór sług”). Nie robi żadnych postępów, ale gdy ona, Higgins i Pickering mają się już poddać, Eliza w końcu „rozumie” („Deszcz w Hiszpanii”); natychmiast zaczyna mówić z nienagannym akcentem z klasy wyższej i jest uszczęśliwiona swoim przełomem („I Could Have Danced All Night”).
W ramach jazdy próbnej Higgins zabiera ją na tor wyścigowy w Ascot („Ascot Gavotte”), gdzie początkowo robi dobre wrażenie, by zszokować wszystkich nagłym przejściem w wulgarnego Cockneya podczas kibicowania koniowi. Higgins częściowo ukrywa uśmiech za dłonią. W Ascot poznaje Freddy’ego Eynsforda-Hilla, młodego mężczyznę z wyższych sfer, który się w niej zakochuje („Na ulicy, gdzie mieszkasz”). Następnie Higgins zabiera Elizę na bal w ambasadzie na końcowy test, gdzie tańczy z zagranicznym księciem. Obecny jest także Zoltan Karpathy, węgierski ekspert w dziedzinie fonetyki przeszkolony przez Higginsa, który jest wykrywaczem oszustów. Po tańcu z Elizą deklaruje, że jest węgierską księżniczką. Później ciężka praca Elizy jest ledwie doceniana, a wszystkie pochwały należą się Higginsowi („You Did It”). To i jego bezduszne traktowanie jej, zwłaszcza jego obojętność na jej przyszłość, powoduje, że od niego odchodzi, ale wcześniej rzuca w niego kapciami Higginsa, pozostawiając go zdumionego jej niewdzięcznością („Tylko czekaj (powtórka)”). Na zewnątrz Freddy wciąż czeka („Na ulicy, na której mieszkasz (powtórka)”) i wita się z Elizą, która jest przez niego zirytowana, ponieważ jedyne, co robi, to rozmowa („Pokaż mi”). Eliza próbuje wrócić do swojego dawnego życia, ale stwierdza, że już do niego nie pasuje. Spotyka ojca, któremu bogaty Amerykanin, któremu polecił go Higgins, pozostawił dużą fortunę i godzi się z poślubieniem macochy Elizy. Alfred czuje, że Higgins go zrujnował, ubolewając, że jest teraz związany „moralnością klasy średniej”, w której upija się przed dniem ślubu („Zabierz mnie do kościoła na czas”). Eliza w końcu odwiedza matkę Higginsa, która jest oburzona bezdusznym zachowaniem syna.
Następnego dnia Higgins stwierdza, że Eliza zniknęła i szuka jej („Hymn do niego”), aż w końcu znajduje ją w domu swojej matki. Higgins próbuje namówić Elizę, aby do niego wróciła. Wpada w złość, gdy ogłasza, że poślubi Freddy’ego i zostanie asystentką Karpathy’ego („Without You”). Wraca do domu, uparcie przepowiadając, że ona wróci czołgając się. Dochodzi jednak do niepokojącej świadomości, że stała się ona ważną częścią jego życia („Przyzwyczaiłem się do jej twarzy”). Wchodzi do domu czując się samotny, rozmyślając o swoim bezdusznym zachowaniu i tak bardzo tęskniąc za Elizą, że włącza gramofon i słucha jej głosu. Nagle Eliza pojawia się ponownie w drzwiach i wyłącza je, aby zwrócić jego uwagę, a Higgins pyta: „Elizo, gdzie do diabła są moje kapcie?”

## Piosenki
Akt I
- „Overture”
- „Why Can’t the English?”
- „Wouldn’t It Be Loverly?”
- „An Ordinary Man”
- „With A Little Bit of Luck”
- „Just You Wait”
- „Servants Chorus”
- „The Rain in Spain”
- „I Could Have Danced All Night”
- „Ascot Gavotte”
- „Ascot Gavotte (Reprise)”
- „On the Street Where You Live”
- „Intermission”

Akt II
- „Transylvanian March”
- „Embassy Waltz”
- „You Did It”
- „Just You Wait (Reprise)”
- „On The Street Where You Live”
- „Show Me”
- „Get Me to The Church on Time”
- „A Hymn to Him”
- „Without You”
- „I’ve Grown Accustomed to Her Face”
- „Finale”
- „Exit Music”

## Nagrody Akademii Filmowej
| Status    | Nagroda                         | Zwycięzca/Nominowany                                         |
| --------- | ------------------------------- | ------------------------------------------------------------ |
| NAGRODA   | Najlepszy Film                  | Jack L. Warner (Producent)                                   |
| NAGRODA   | Najlepszy Aktor Pierwszoplanowy | Rex Harrison (Henry Higgins)                                 |
| NAGRODA   | Najlepszy Reżyser               | George Cukor (Reżyser)                                       |
| NAGRODA   | Najlepsza Muzyka                | André Previn (Kompozytor)                                    |
| NAGRODA   | Najlepsze Zdjęcia Kolorowe      | Harry Stradling Sr. (Operator)                               |
| NAGRODA   | Najlepsze Kostiumy Kolorowe     | Cecil Beaton (Kostiumolog)                                   |
| NAGRODA   | Najlepsza Scenografia Kolorowa  | Gene Allen Cecil Beaton George James Hopkins (Scenografowie) |
| NAGRODA   | Najlepszy Dźwięk                | George Groves (Dźwiękowiec)                                  |
| NOMINACJA | Najlepszy Scenariusz Adaptowany | Alan Jay Lerner (Scenarzysta)                                |
| NOMINACJA | Najlepszy Montaż                | William H. Ziegler (Montażysta)                              |
| NOMINACJA | Najlepszy Aktor Drugoplanowy    | Stanley Holloway (Alfred P. Doolittle)                       |
| NOMINACJA | Najlepsza Aktorka Drugoplanowa  | Gladys Cooper (Pani Higgins)                                 |